# Rafael Hüntelmann
Rafael Hüntelmann (* 1958 in Düsseldorf) ist ein deutscher Philosoph und Autor. Er ist Inhaber des Verlags editiones scholasticae, Verlag für scholastische Philosophie, Geschäftsführer des Instituts für Thomistische Philosophie (iTP) und Geschäftsführer des der katholisch-traditionalistischen Pius-Bruderschaft nahe stehenden Civitas-Instituts. Das Civitas Institut hat zum 1. November 2020 seine Tätigkeit eingestellt. Die Website wurde abgeschaltet.

## Leben und akademischer Werdegang
Hüntelmann studierte Philosophie, Pädagogik und katholische Theologie und ist Doktor der Philosophie. Er ist tätig als Dozent für Philosophie am Internationalen Priesterseminar St. Petrus in Wigratzbad und an der Baronius-Akademie des Institut St. Philipp Neri in Berlin.

## Publizistisches Wirken
Rafael Hüntelmann gründete 2003 den Ontos Verlag für Philosophie. Als dieser 2013 von der Verlagsgruppe Walter de Gruyter übernommen wurde, blieb er der Leiter des Verlagsprogramms. Der 2011 gegründete Verlag editiones scholasticae wird von ihm bis heute weitergeführt. Er ist zudem Herausgeber und Chefredakteur der Zeitschrift Civitas (seit Ende 2015 eingestellt), die vom Institut selbst vertrieben wird, sowie der philosophischen Fachzeitschrift Metaphysica. Hüntelmann war darüber hinaus Autor für das Philosophische Jahrbuch sowie für die Zeitschriften eigentümlich frei und Junge Freiheit.

## Kritik
In einer Anfrage an die Deutsche Bundesregierung von 2010 kritisierten Volker Beck und die Mitglieder Fraktion Bündnis 90/Die Grünen die Piusbruderschaft für ihrer Meinung nach verfassungsfeindliche Aussagen. Diese wurden an einer Ausgabe der Zeitschrift Civitas von 2007 belegt, die Hüntelmann verantwortete. Er und Franz  Schmidberger hatten hier Grundsätze  einer  christlichen  Gesellschaftsordnung skizziert. Die Bundesregierung konnte darin keine Verfassungsfeindlichkeit erkennen.
Dennoch wurde eine Verleumdungsklage von Schmidberger gegen den grünen Kreisrat Max Burger aus Rottweil fallen gelassen. Auch dieser hatte die Texte angesprochen. Ebenso äußerte sich der Politikwissenschaftler Gerd Langguth über ein seiner Meinung nach „eindeutig antiplurales und antifreiheitliches Verständnis“ der Pius-Brüder.

## Schriften (Auswahl)
- mit Leo Dümpelmann: Sein und Struktur. Eine Auseinandersetzung der Phänomenologien Heideggers und Rombachs. Centaurus, Pfaffenweiler 1991, ISBN 3-89085-542-3.
- Bekennen. Philosophische Meditationen zu einem Grundphänomen im Ausgang von den Augustinischen „Confessiones“. Centaurus, Pfaffenweiler 1992, ISBN 3-89085-727-2.
- Schellings Philosophie der Schöpfung. Zur Geschichte des Schöpfungsbegriffs. Röll, Dettelbach 1995, ISBN 3-927522-68-6.
- Existenzontologie. Röll, Dettelbach 1997, ISBN 3-927522-83-X.
- als Herausgeber Wirklichkeit und Sinnerfahrung. Grundfragen der Philosophie im 20. Jahrhundert. Röll, Dettelbach 1998, ISBN 3-927522-87-2.
- In Memoriam. Hans-Eduard Hengstenberg. In: Philosophisches Jahrbuch. Band 106, 1999, S. 283–285.
- Möglich ist nur das Wirkliche. Nicolai Hartmanns Modalontologie des realen Seins (= Neue ontologische Forschung. 2). Röll, Dettelbach 2000, ISBN 3-89754-169-6.
- als Herausgeber mit Erwin Tegtmeier: Neue Ontologie und Metaphysik. academia Richarz, Sankt Augustin 2000, ISBN 3-89665-167-6.
- Existenz und Modalität. Eine Studie zur Analytischen Modalontologie (= Deutsche Bibliothek der Wissenschaften. 8). Hänsel-Hohenhausen, Frankfurt am Main 2002, ISBN 3-8267-0027-9.
- als Herausgeber mit Peter Schaber: Grundlagen der Ethik. Normativität und Objektivität. = Foundations of Ethics (= Practical Philosophy. 1 = Deutsche Hochschulschriften. 1222). Hänsel-Hohenhausen, Frankfurt am Main u. a. 2003, ISBN 3-8267-1222-6.
- Grundkurs Philosophie. 6 Bände. Editiones Scholasticae, Heusenstamm u. a. 2012–2017;
  - Band 1: Werden, Bewegung und Veränderung (= Editiones Scholasticae. 24 = Reihe Philosophie des gesunden Menschenverstandes. 1). Heusenstamm 2012, ISBN 978-3-86838-524-3;
  - Band 2: Metaphysik (= Editiones Scholasticae. 32 = Reihe Philosophie des gesunden Menschenverstandes. 2). Heusenstamm 2013, ISBN 978-3-86838-537-3;
  - Band 3: Erkenntnistheorie (= Editiones Scholasticae. 45 = Reihe Philosophie des gesunden Menschenverstandes. 3). Heusenstamm 2014, ISBN 978-3-86838-550-2;
  - Band 4: Das Leib-Seele-Problem (= Reihe Philosophie des gesunden Menschenverstandes. 4). Neunkirchen-Seelscheid 2015, ISBN 978-3-86838-562-5;
  - Band 5: Die Existenz Gottes (= Reihe Philosophie des gesunden Menschenverstandes. 5). Neunkirchen-Seelscheid 2016, ISBN 978-3-86838-569-4;
  - Band 6: Natürliche Ethik (= Reihe Philosophie des gesunden Menschenverstandes. 6). Neunkirchen-Seelscheid 2017, ISBN 978-3-86838-570-0.
- mit Johannes Hattler: New Scholasticism Meets Analytic Philosophy (= Editiones Scholasticae. 40). Editiones Scholasticae, Heusenstamm 2014, ISBN 978-3-86838-545-8.
- Klassische aristotelische Logik. = Grundkurs Klassische aristotelische Logik. 3 Bände. Editiones Scholasticae, Neunkirchen-Seelscheid 2021;
  - Band 1: Einführung in die formale Logik. 2021, ISBN 978-3-86838-230-3;
  - Band 2: Formale Logik für Fortgeschrittene. 2021, ISBN 978-3-86838-231-0;
  - Band 3: Materiale Logik. 2021, ISBN 978-3-86838-232-7.